# Iglène
Iglène é uma vila na comuna de Abalessa, no distrito de Abalessa, província de Tamanghasset, Argélia. Fica na margem norte do Oued Abalessa e está ligada à rodovia nacional N55A por uma estrada local a oeste, perto da cidade de Abalessa.